# Higashiokitama (huyện)
Higashiokitama (東置賜郡 Higashiokitama-gun) là huyện thuộc tỉnh Yamagata, Nhật Bản. Tính đến ngày 1 tháng 10 năm 2020, dân số ước tính của huyện là 37.021 và mật độ dân số là 110 người/km2. Tổng diện tích thị trấn là 346,9 km2.